# Маховиков Сергій Анатолійович
Сергій Анатолійович Маховиков (нар. 22 жовтня 1963, Ленінград, Російська РФСР, СРСР) — радянський і російський актор театру, кіно і озвучування, кінорежисер, автор-виконавець, сценарист, кінокомпозитор, телеведучий і громадський діяч. Заслужений артист Російської Федерації (2018).
У грудні 2015 року внесений до переліку осіб, які створюють загрозу нацбезпеці України за незаконний перетин державного кордону України, посібництво терористам так званих «ДНР» та «ЛНР». Внесений у вересні 2014 року до бази «Миротворець».

## Біографія
Сергій Маховиков народився 22 жовтня 1963 року. в Ленінграді. Дитинство провів у Павловську.
Після закінчення школи вступив на штурманський факультет Ленінградського військово-морського інституту імені М. В. Фрунзе. Згодом перевівся до Військово-механічного інституту на відділення «Ракети», але вже після першого курсу відрахувався з інституту.
У 1983 році вступив до Ленінградського державного інституту сценічних мистецтв на акторський факультет (курс народного артиста СРСР Ігоря Горбачова). Починаючи з другого курсу, був зайнятий в спектаклях Александринського театру. Паралельно навчався режисурі у Мара Сулимова.

## Громадська і політична позиція

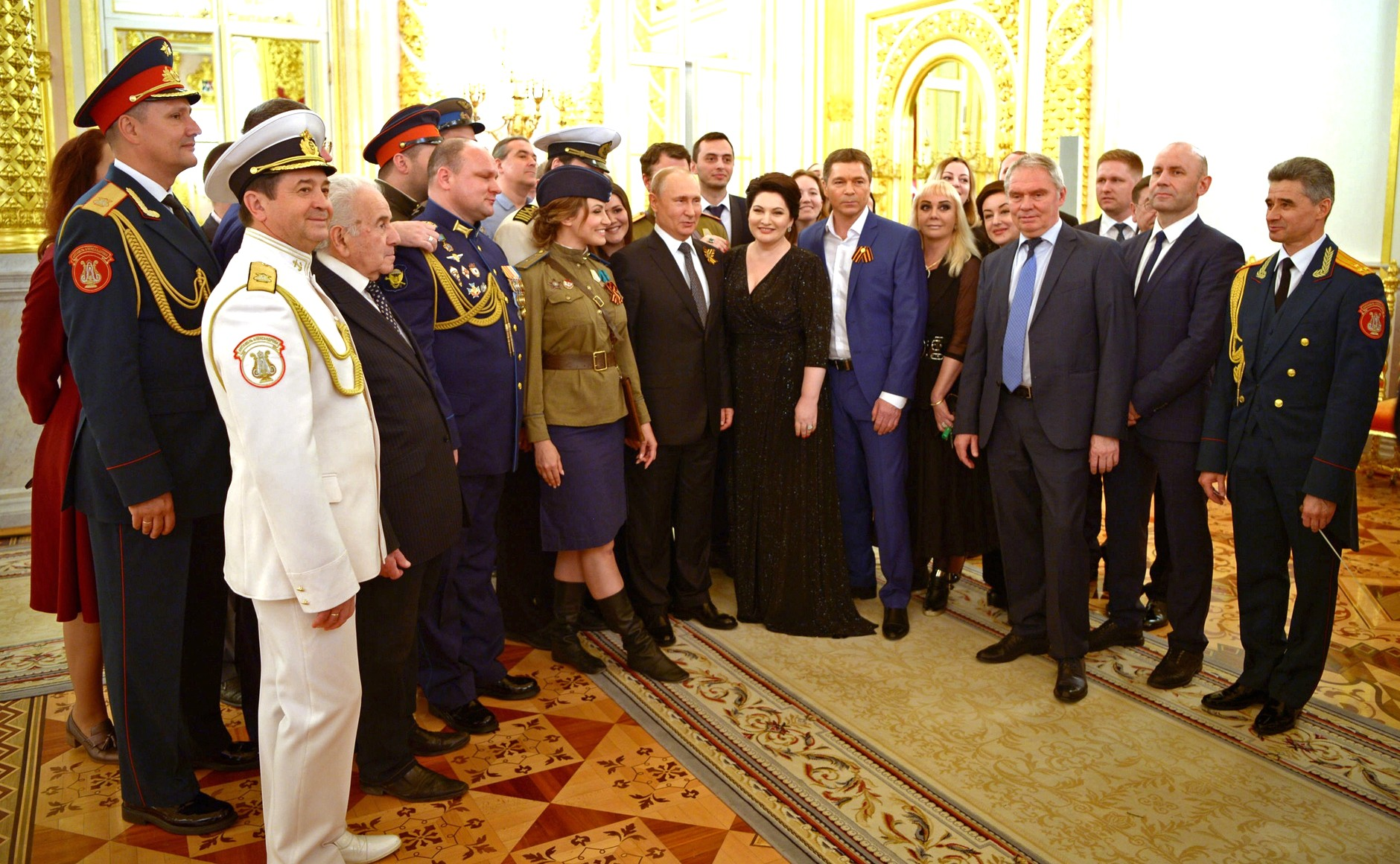
Сергій Маховиков на урочистому прийомі з нагоди 74-ї річниці Перемоги у німецько-радянській війні 9 травня 2019 року

Брав участь у виборах за партійними списками в Московську міську Думу в 2009 році, був у загальноміській трійці партії «Патріоти Росії». Партія не подолала прохідний бар'єр.
У 2015 році брав участь в проекті Державної філармонії Алтайського краю «Майстер» на музику Едуарда Артем'єва за творчістю Василя Шукшина і гастролював з ним в Санкт-Петербурзі, Іваново, Ярославлі і Москві.
Восени 2014 роки порушив державний кордон України, приїхавши на територію ДНР. Тут він дав кілька концертів. Пізніше неодноразово відвідував ЛНР і ДНР з гуманітарною місією. У грудні 2015 року внесений до переліку осіб, які створюють загрозу нацбезпеці України за незаконний перетин державного кордону України, посібництво терористам так званих «ДНР» та «ЛНР».. У лютому 2016 року виступив з концертом для російських військовослужбовців на авіабазі Хмеймім у Сирії.
Підтримав російське вторгнення в Україну.

## Творчість

### Актор театру
- 1990 — Заблукавший трамвай (телеспектакль)
- 1990 — Тату, тату, бідний тато… (Джонатан, Хабаровський театр драми)
- 1993 — Молочний фургон не зупиняється більше тут… (Крістофер Фландерс, МХАТ — ОРТ)
- 2015 — Розкрийте вікно любові (Марк О'Конор, «ORANGE Theatre»)
- 2016 — «Від Пушкіна до Висоцького» (моноспектакль)
- 2017 — Відчайдушні шахраї (Лоренс Джеймсон, Продюсерський будинок «Невський»)

### Актор кіно
- 1994 — Простодушний —  Геркулес де Керкабон .
- 1995 — Золоте дно —  Діма Волков, журналіст .
- 1997 — Хіппініада, або Материк кохання —  Віктор .
- 1997 — Зміїне джерело —  Олексій .
- 1999 — Рейнджер з атомної зони —  Віталік, кримінальний авторитет .
- 2000 — Марш Турецького. Брудні ігри —  Павло Бородін, хокеїст .
- 2001 — Чоловіча робота —  Новицький, журналіст .
- 2001 — Курортний роман —  Андрій Петров, бізнесмен .
- 2003 — Інструктор —  Микола Негорін .
- 2003 — Смугасте літо —  Костя .
- 2004 — Час жорстоких —  Борис Кондрашов .
- 2004 — Сармат —  Вадим Савелов .
- 2004 — Граф Крестовський —  Віталій Панін .
- 2004 — Сліпий —  Гліб Северов, Сліпий .
- 2005 — Таємна варта —  «Батя», підполковник Зимородок Костянтин Іванович, командир групи наружки ФСБ .
- 2006 — Громови —  Федір Громов .
- 2006 — Приватне замовлення —  Сергій Усманов .
- 2006 — Капітанські діти —  Юрій Гриньов .
- 2006 — Зайвий свідок —  Володимир Ладигін .
- 2007 — 07-й змінює курс —  Віктор Кірсанов .
- 2007 — Платина —  Петро Гриневський, «Таксист» .
- 2007 — Біла стріла —  Георгій Іванович Бекешев, майор міліції, начальник відділу УБОЗ .
- 2007 — Диверсант 2: Кінець війни —  слідчий військової прокуратури, майор .
- 2008 — Ми з майбутнього —  політрук Карпенко .
- 2008 — Головний доказ —  Юрій Михайлович Клімов, бізнесмен, колишній опер .
- 2008 — Якщо нам доля —  Павло Андрійович Матвєєв, бізнесмен .
- 2008 — Ніхто, крім нас —  Богодухів .
- 2008 —  2011 — Нове життя сищика Гурова —  Лев Іванович Гуров .
- 2009 — Платина 2. Свої і чужі —  Петро Гриневський .
- 2009 — Жінка-зима —  Борис Сергійович .
- 2010 — Буду пам'ятати —  батько Вадька .
- 2010 — Школа для товстушок —  Олег .
- 2010 — Особова справа капітана Рюміна —  Сергій Петрович Рюмін, капітан МВС .
- 2011 — Наркомовский обоз —  старшина Віктор Філіппов .
- 2011 — Справжні —  Леонід Вісников, опер ОРБ .
- 2012 — Одіссея сищика Гурова —  Лев Іванович Гуров .
- 2013 — Будинок з лілеями —  Михайло Говоров .
- 2015 — Біла стріла. Відплата —  боцман .
- 2016 — Поруч з нами —  Володимир Бєлов, підполковник .
- 2017 — Срібний бір —  Іван Архипов .
- 2018 — Новий чоловік —  Євген Ільїн, директор школи.

### Режисер кіно
- 1990 — Заблукав трамвай .
- 2001 — Ловець
- 2004 — Сліпий
- 2011 — Тиха застава

### Сценарист
- 2001 — Ловець
- 2011 — Тиха застава

### Ведучий
- 2008 — «Греція і греки» (цикл з дванадцяти документальних фільмів «Планета православ'я», виробництво кіно-телекомпанії «Православна енциклопедія»).
- 2013 — «Визволителі» (цикл з восьми документальних фільмів про німейцько-радянську війну, виробництво РОО Асоціація «Наше Кино» на замовлення ВАТ «Телекомпанія НТВ», прем'єра на телеканалі НТВ — 9 та 10 травня 2013 року).
- 2013 — «Украдене дитинство»[4] (документальний фільм В'ячеслава Серкеза про дітей-в'язнів концтаборів) — провідний, автор тексту.
- 2015 — «20-й блок. Полювання на зайців»[5] (документальний фільм В'ячеслава Серкеза) — провідний, автор тексту.
- 2016 — «Червоні камені Тавриди» (документальний фільм В'ячеслава Серкеза) — ведучий.
- 2017 — «Він переміг смерть» (документальний фільм В'ячеслава Серкеза) — ведучий, співавтор тексту.

## Родина
Сергій Маховиков одружений з акторкою й освітянкою Ларисою Шахворостовою. Пара спочатку обвінчалася, а згодом зареєструвала стосунки офіційно. У подружжя є донька Олександра, яка народилася 22 листопада 2002 року і знімається в кіно (зіграла дочку Говорова — героя Маховикова — в серіалі «Будинок з ліліями»).

## Нагороди
Державні нагороди
- Заслужений артист Російської Федерації (3 травня 2018) — за великий внесок у розвиток вітчизняної культури і мистецтва, багаторічну плідну діяльність[7].

Премія ФСБ Росії
- Премія ФСБ Росії (номінація «Акторська робота», 2006) — за створення образів співробітників органів безпеки в телевізійних художніх фільмах.
- Премія ФСБ Росії (номінація «Кіно- і телефільми», 2011) — за сценарій і постановку художнього фільму « Тиха застава».

Кінофестиваль "Віват, кіно Росії! "
- Кінофестиваль «Віват, кіно Росії!» (приз глядацьких симпатій, 1995).
- Кінофестиваль «Віват, кіно Росії!» (приз глядацьких симпатій, 2007).
- Кінофестиваль «Віват, кіно Росії!» (номінація «Найкращий актор телесеріалу», 2015) — за серіал " Будинок з ліліями «.

Телекінофорум „Разом“
- Телекінофорум „Разом“ (номінація „Найкраща чоловіча роль“, 2008) — за художній фільм „Головний доказ“.
- Телекінофорум „Разом“ (номінація „За творчі успіхи“, срібна медаль, 2009) — за створення образів мужніх героїв в кіно і на телебаченні.
- Телекінофорум „Разом“ (номінація „Актор“, перша премія, 2015) — » Будинок з ліліями ".
- Спецприз «Літературної газети» «За вірність темі служіння Батьківщині» (в рамках телекінофоруму XVI «Разом»; 2015).

Фестиваль військового кіно імені Юрія Озерова
- Міжнародний фестиваль військового кіно імені Юрія Озерова («Приз імені прикордонника Євгенія Родіонова», 2011) — за художній фільм «Тиха застава», як найбільш правдиво відображає тему патріотизму в кіно про війну.
- Міжнародний фестиваль військового кіно імені Юрія Озерова (Приз «Золотий меч», 2012) — за найкраще виконання головної чоловічої ролі художнього фільму « Наркомовский обоз».

Фестиваль детективних фільмів «Детектив-Фест»
- Міжнародний фестиваль детективних фільмів і телепрограм правоохоронної тематики «Детектив-Фест» (номінація «Акторська гра в детективному фільмі / серіалі» — «Герой», спецприз, 2010) — за роль Сергія Рюміна в серіалі «Особиста справа капітана Рюміна».
- Міжнародний фестиваль детективних фільмів і телепрограм правоохоронної тематики «Детектив-Фест» (номінація «Ігровий фільм детективної і правоохоронної тематики», спеціальний приз, 2011) — за фільм «Тиха застава».

Визнання і нагороди
- Перша премія Міжрегіонального конкурсу акторських робіт Сибіру і Далекого Сходу, присвяченого 100-річчю Бориса Пастернака (1990).
- Найкраща чоловіча роль Міжрегіонального фестивалю театрів Сибіру і Далекого Сходу (Гамлет, Джонотан, Лопахін; 1990).
- Найкраща чоловіча роль Фестивалю самостійних робіт професійних театрів в Сочі («Швидкий обмін» Д. Гордон; 1991).
- Гран-прі Першого Міжнародного Фестивалю Акторської Пісні ім. Андрія Миронова. Спеціальний приз АіФ (1991).
- Лауреат Міжнародного Берлінського фестивалю авангардних театрів («Пельмені» В. Сорокін; 1992).
- Кращий кінодебют року МКФ «Сузір'я-1994» (роль Простодушного; 1994).
- Найкраща чоловіча роль МКФ комедійних і музичних фільмів «Посміхнися, Росія!» (1996).
- Лауреат Першої Національної музичної премії «Голос Батьківщини» в номінації «Авторська пісня» (2008).
- Фільм Сергія Маховикова «Тиха застава» отримав приз глядацьких симпатій на XVII Російському фестивалі «Література і кіно» в Гатчині (2011).
- Художній фільм «Тиха застава» і його творці нагороджені премією «Золоте перо кордону» (2011).
- Художній фільм Сергія Маховикова «Тиха застава» удостоєний титулу «Най-най фільм» на XIX Міжнародному дитячому кінофестивалі «Червоні вітрила» в Артеку (2011).
- Художній фільм Сергія Маховикова " Тиха застава " отримав Головний приз IV Всеросійського кінофестивалю акторів-режисерів «Золотий Фенікс» в Смоленську (2011).
- XIV Міжнародний фестиваль «ДетектівФЕСТ» (Москва, 25-28 квітня). Спеціальний приз журі за роль Вестнікова в серіалі «Справжні» (2012).
- Лауреат громадської премії ім. Ф. Е. Дзержинського в галузі кіно і телебачення (2012).
- Лауреат Всеросійської премії «Золотий вінець Перемоги» (2013).
- Подяка Міністра культури Російської федерації «за великий внесок у розвиток культури, багаторічну плідну роботу» (2016).
- Відомчі та громадські ордена, медалі та знаки[8] .
- Почесний громадянин міста Кіровська (ЛНР), 2015.